# Radical 190
El radical 190, representado por el carácter 髟 y que significa "pelo" es 1 de los 8 Radicales Kangxi (214 radicales en total) que están compuestos de 10 trazos.
En el diccionario de Kangxi hay 243 caracteres (de entre 49.030) que se pueden encontrar bajo este radical.

## Galería
| Estilos antiguos                                 | Estilos antiguos                  | Estilos antiguos                        | Estilos antiguos                   | Estilos antiguos                   | Estilos empleados actualmente       | Estilos empleados actualmente  | Estilos empleados actualmente    | Estilos empleados actualmente   | Estilos empleados actualmente  |
|                                                  |                                   |                                         |                                    |                                    |                                     | 髟                             | 髟                               |                                 |                                |
| 甲骨文 jiǎgǔwén (escritura de huesos oraculares) | 金文 jīnwén (escritura de bronce) | 简帛 jiǎnbó (escritura de bambú y seda) | 篆文 zhuànwén (escritura de sello) | 篆文 zhuànwén (escritura de sello) | 隸書 lìshū (estilo de los escribas) | 楷書 kǎishū (estilo regular)   | 楷書 kǎishū (estilo regular)     | 行書 xǐngshū (estilo corriente) | 草書 cǎoshū (estilo de hierba) |
| 甲骨文 jiǎgǔwén (escritura de huesos oraculares) | 金文 jīnwén (escritura de bronce) | 简帛 jiǎnbó (escritura de bambú y seda) | 大篆 dàzhuàn (sello grande)        | 小篆 xiǎozhuàn (sello pequeño)     | 隸書 lìshū (estilo de los escribas) | 繁體／繁体 fántǐ (tradicional) | 简体／簡體 jiǎntǐ (simplificado) | 行書 xǐngshū (estilo corriente) | 草書 cǎoshū (estilo de hierba) |

## Caracteres con el radical 190
| trazos | carácter                      |
| ------ | ----------------------------- |
| + 0    | 髟                            |
| + 2    | 髠                            |
| + 3    | 髡 髢                         |
| + 4    | 髣 髤 髥 髦 髧 髨 髩 髪       |
| + 5    | 髫 髬 髭 髮 髯 髰 髱 髲 髳 髴 |
| + 6    | 髵 髶 髷 髸 髹 髺 髻 鬇       |
| + 7    | 髼 髽 髾 髿 鬀 鬁 鬂          |
| + 8    | 鬃 鬄 鬅 鬆 鬈                |
| + 9    | 鬉 鬊 鬋 鬌 鬍 鬎 鬏          |
| + 10   | 鬐 鬑 鬒 鬓                   |
| + 11   | 鬔 鬕 鬖 鬗 鬘 鬝             |
| + 12   | 鬙 鬚 鬛 鬜                   |
| + 13   | 鬞 鬟 鬠                      |
| + 14   | 鬡 鬢                         |
| + 15   | 鬣                            |
| + 17   | 鬤                            |